# Taking Back Sunday
Taking Back Sunday (TBS) er et band fra USA oprettet i 1999. De har udgivet 3 fulde album. Bandet spiller inden for genrerne emo og alternativ rock

## Diskografi

### Album
- Where You Want To Be (7/27/2004)
- Tell All Your Friends (3/26/2002)
- Louder Now (2006)
- New Again (2009)

### Specialalbum
- Louder Now: Part One (W/ DVD; Limited Edition) (2006)
- Tell All Your Friends (W/ DVD) (2002)

### Andet
- Elektra: The Album  (2005)
- Fantastic 4: The Album  (2005)
- Spider-Man 2: Music From And Inspired By  (2004)
- Tony Hawk's American Wasteland  (2005)
- Transformers  (2007)
- 2002 Warped Tour Compilation  (2002)
- 2004 Warped Tour Compilation  (2004)
- Atticus: Dragging The Lake 3 (2005)
- Atticus: Dragging The Lake II  (2003)
- Cinema Beer Buddy  (2003)
- In Honor: A Compilation To Beat Cancer  (2004)
- Plea For Peace/Take Action Vol. 2  (2002)
- Punk Goes Acoustic (2003)
- Punk The Clock  (2004)
- Take Action! Vol. 4  (2004)
- Take Action! Volume 6  (2007)
- Taste Of Chaos Two  (2007)
- Totally Hits 2004 Vol. 2  (2004)
- Warped Tour 2003  (2003)

## Medlemmer
- Adam Lazzara (forsanger)
- Eddie Reyes (guitar)
- Matthew Fazzi (guitar/vokal)
- Mark O’Connell (trommer)
- Matt Rubano (bas/vokal)